# Coupe d'Europe de marche 2015
La Coupe d'Europe de marche 2015 a eu lieu le 17 mai 2015. Les courses ont eu lieu sur un circuit d'1 km sur la Gran Vía Escultor Salzillo à Murcie, en Espagne. Les rapports détaillés de l'événement ont été donnés par l'IAAF et par l'EAA.

## Résultats

### 20kmHommes
| Class.             | Athlète               | Pays        | Temps           | Notes    | Red cards |
| ------------------ | --------------------- | ----------- | --------------- | -------- | --------- |
| Médaille d'or      | Miguel Ángel López    | Espagne     | 1 h 19 min 52 s |          |           |
| Médaille d'argent  | Matej Tóth            | Slovaquie   | 1 h 20 min 21 s | SB       |           |
| Médaille de bronze | Yohann Diniz          | France      | 1 h 20 min 37 s | >>       |           |
| 4                  | Dzianis Simanovich    | Biélorussie | 1 h 21 min 11 s | ~        |           |
| 5                  | Ihor Hlavan           | Ukraine     | 1 h 21 min 24 s | SB       |           |
| 6                  | Andrey Krivov         | Russie      | 1 h 22 min 05 s |          |           |
| 7                  | Christopher Linke     | Allemagne   | 1 h 22 min 06 s |          |           |
| 8                  | Perseus Karlström     | Suède       | 1 h 22 min 44 s | SB       |           |
| 9                  | Denis Strelkov        | Russie      | 1 h 22 min 47 s | ~        |           |
| 10                 | Ato Ibáñez            | Suède       | 1 h 22 min 48 s | SB       | >         |
| 11                 | Giorgio Rubino        | Italie      | 1 h 22 min 55 s | ~        |           |
| 12                 | Hagen Pohle           | Allemagne   | 1 h 23 min 07 s |          |           |
| 13                 | Carl Dohmann          | Allemagne   | 1 h 23 min 16 s |          |           |
| 14                 | Andriy Kovenko        | Ukraine     | 1 h 23 min 21 s | SB       |           |
| 15                 | Alex Wright           | Irlande     | 1 h 23 min 35 s | SB       | ~~        |
| 16                 | Tom Bosworth          | Royaume-Uni | 1 h 23 min 54 s | ~        |           |
| 17                 | Rafał Augustyn        | Pologne     | 1 h 23 min 59 s | >        |           |
| 18                 | Nazar Kovalenko       | Ukraine     | 1 h 24 min 03 s |          |           |
| 19                 | Erik Tysse            | Norvège     | 1 h 24 min 34 s |          |           |
| 20                 | Pyotr Trofimov        | Russie      | 1 h 25 min 22 s |          |           |
| 21                 | Miguel Carvalho       | Portugal    | 1 h 25 min 40 s | PB       |           |
| 22                 | Luís Alberto Amezcua  | Espagne     | 1 h 25 min 49 s |          |           |
| 23                 | Kévin Campion         | France      | 1 h 25 min 50 s | SB       |           |
| 24                 | Jarkko Kinnunen       | Finlande    | 1 h 26 min 03 s | SB       |           |
| 25                 | Arnis Rumbenieks      | Lettonie    | 1 h 26 min 32 s |          |           |
| 26                 | Veli-Matti Partanen   | Finlande    | 1 h 26 min 40 s |          |           |
| 27                 | Brendan Boyce         | Irlande     | 1 h 26 min 47 s | SB       |           |
| 28                 | Anton Kučmín          | Slovaquie   | 1 h 26 min 53 s |          |           |
| 29                 | Francesco Fortunato   | Italie      | 1 h 27 min 04 s |          |           |
| 30                 | Aleksi Ojala          | Finlande    | 1 h 27 min 13 s |          |           |
| 31                 | Leonardo Dei Tos      | Italie      | 1 h 27 min 34 s |          |           |
| 32                 | Antonin Boyez         | France      | 1 h 28 min 15 s |          |           |
| 33                 | Michele Antonelli     | Italie      | 1 h 28 min 17 s | >        |           |
| 34                 | Álvaro Martín         | Espagne     | 1 h 28 min 45 s |          |           |
| 35                 | Matias Korpela        | Finlande    | 1 h 29 min 30 s | PB       | >>        |
| 36                 | Rafał Sikora          | Pologne     | 1 h 30 min 31 s | >        |           |
| 37                 | Adrian Dragomir       | Roumanie    | 1 h 30 min 32 s |          |           |
| 38                 | Dušan Majdán          | Slovaquie   | 1 h 30 min 32 s |          |           |
| 39                 | Patrik Spevák         | Slovaquie   | 1 h 31 min 48 s |          |           |
| 40                 | Ruslan Dmytrenko      | Ukraine     | 1 h 32 min 38 s |          |           |
| 41                 | José Ignacio Díaz     | Espagne     | 1 h 32 min 46 s |          |           |
| 42                 | Sahin Senoduncu       | Turquie     | 1 h 34 min 06 s |          |           |
| 43                 | Bruno Erent           | Croatie     | 1 h 38 min 00 s |          |           |
| 44                 | Lauri Lelumees        | Estonie     | 1 h 39 min 11 s | >        |           |
| 45                 | Dzmitry Dziubin       | Biélorussie | DNF             | >~       |           |
| 46                 | Dietmar Hirschmugl    | Autriche    | DNF             | >>       |           |
| 47                 | Serkan Dogan          | Turquie     | DNF             | ~        |           |
| 48                 | Genadij Kozlovskij    | Lituanie    | DNF             |          |           |
| 49                 | Recep Çelik           | Turquie     | DNF             |          |           |
| 50                 | Ersin Tacir           | Turquie     | DNF             |          |           |
| 51                 | Sérgio Vieira         | Portugal    | DNF             |          |           |
| 52                 | João Vieira           | Portugal    | DNF             |          |           |
| 53                 | Håvard Haukenes       | Norvège     | DQ              | R 230.6a | >>>       |
| 54                 | Aleksandr Ivanov      | Russie      | DQ              | R 230.6a | >~~       |
| 55                 | Margus Luik           | Estonie     | DQ              | R 230.6a | >>>       |
| 56                 | Łukasz Nowak          | Pologne     | DQ              | R 230.6a | >>>       |
| 57                 | Joakim Sælen          | Norvège     | DQ              | R 230.6a | >>>       |
| 59                 | Catalin Vasile Suhani | Roumanie    | DQ              | R 230.6a | >>>       |

~ Perte de contact
> Genou fléchi
| Christopher Linke | 7  |
| Hagen Pohle       | 12 |
| Carl Dohmann      | 13 |

| Andrey Krivov  | 6  |
| Denis Strelkov | 9  |
| Pyotr Trofimov | 20 |

| Ihor Glavan        | 5    |
| Andriy Kovenko     | 14   |
| Nazar Kovalenko    | 18   |
| (Ruslan Dmytrenko) | (40) |

| Miguel Ángel López   | 1    |
| Luís Alberto Amezcua | 22   |
| Álvaro Martín        | 34   |
| (José Ignacio Díaz)  | (41) |

| Yohann Diniz  | 3  |
| Kevin Campion | 23 |
| Antonin Boyez | 32 |

| Matej Tóth      | 2    |
| Anton Kučmín    | 28   |
| Dušan Majdán    | 38   |
| (Patrik Spevák) | (39) |

| Giorgio Rubino      | 11   |
| Francesco Fortunato | 29   |
| Leonardo Dei Tos    | 31   |
| (Michele Antonelli) | (33) |

| Jarkko Kinnunen     | 24   |
| Veli-Matti Partanen | 26   |
| Aleksi Ojala        | 30   |
| (Matias Korpela)    | (35) |

- Note: le score des Athlètes, entre parenthèses, n'entre pas dans le résultat de l'équipe.

### 50kmHommes
| Class.             | Athlète               | Pays        | Temps           | Notes    | Red cards |
| ------------------ | --------------------- | ----------- | --------------- | -------- | --------- |
| Médaille d'or      | Mikhail Ryzhov        | Russie      | 3 h 43 min 32 s |          |           |
| Médaille d'argent  | Ivan Noskov           | Russie      | 3 h 43 min 57 s |          |           |
| Médaille de bronze | Marco De Luca         | Italie      | 3 h 46 min 21 s | ~        |           |
| 4                  | Ivan Banzeruk         | Ukraine     | 3 h 49 min 02 s |          |           |
| 5                  | Roman Yevstifeyev     | Russie      | 3 h 51 min 00 s | ~        |           |
| 6                  | Serhiy Budza          | Ukraine     | 3 h 51 min 33 s |          |           |
| 7                  | Aléxandros Papamihaíl | Grèce       | 3 h 51 min 38 s |          |           |
| 8                  | Teodorico Caporaso    | Italie      | 3 h 51 min 44 s | PB       |           |
| 9                  | Grzegorz Sudoł        | Pologne     | 3 h 51 min 48 s |          |           |
| 10                 | Benjamín Sánchez      | Espagne     | 3 h 55 min 45 s | PB       |           |
| 11                 | Marius Cocioran       | Roumanie    | 3 h 55 min 59 s | PB       |           |
| 12                 | Federico Tontodonati  | Italie      | 3 h 56 min 09 s |          |           |
| 13                 | Ihor Saharuk          | Ukraine     | 3 h 57 min 20 s |          |           |
| 14                 | Sergey Sharipov       | Russie      | 3 h 57 min 40 s | PB       |           |
| 15                 | Martin Tistan         | Slovaquie   | 4 h 02 min 26 s | PB       | >~        |
| 16                 | Luís Manuel Corchete  | Espagne     | 4 h 02 min 29 s |          |           |
| 17                 | Lorenzo Dessi         | Italie      | 4 h 02 min 45 s | SB       |           |
| 18                 | Anders Hansson        | Suède       | 4 h 03 min 20 s | PB       |           |
| 19                 | Pavel Schrom          | Tchéquie    | 4 h 08 min 05 s | SB       | >~        |
| 20                 | Eemeli Kiiski         | Finlande    | 4 h 08 min 36 s | >>       |           |
| 21                 | Alex Flórez           | Suisse      | 4 h 12 min 11 s | ~~       |           |
| 22                 | Xavier Le Coz         | France      | 4 h 30 min 34 s |          |           |
| 23                 | Oleksiy Kazanin       | Ukraine     | DNF             | ~        |           |
| 24                 | Pedro Isidro          | Portugal    | DNF             | ~        |           |
| 25                 | Pedro Martins         | Portugal    | DNF             |          |           |
| 26                 | Jesús Ángel García    | Espagne     | DQ              | R 230.6a | >>>       |
| 27                 | Lukáš Gdula           | Tchéquie    | DQ              | R 230.6a | >>>       |
| 28                 | Ivan Trotski          | Biélorussie | DQ              | R 230.6a | >>>       |
| 29                 | Marc Tur              | Espagne     | DQ              | R 230.6a | >>>       |

~ Perte de contact
> Genou fléchi
| Mikhail Ryzhov    | 1    |
| Ivan Noskov       | 2    |
| Roman Yevstifeyev | 5    |
| (Sergey Sharipov) | (14) |

| Marco De Luca        | 3    |
| Teodorico Caporaso   | 8    |
| Federico Tontodonati | 12   |
| (Lorenzo Dessi)      | (17) |

| Ivan Banzeruk | 4  |
| Serhiy Budza  | 6  |
| Ihor Saharuk  | 13 |

- Note: le score des Athlètes, entre parenthèses, n'entre pas dans le résultat de l'équipe.

### 10kmHommes Juniors (U20)
| Class.             | Athlète               | Pays        | Temps           | Notes    | Red cards |
| ------------------ | --------------------- | ----------- | --------------- | -------- | --------- |
| Médaille d'or      | Diego García          | Espagne     | 40 min 38 s     | SB       |           |
| Médaille d'argent  | Jean Blancheteau      | France      | 41 min 11 s     | PB       | ~         |
| Médaille de bronze | Pablo Oliva           | Espagne     | 41 min 19 s     | PB       |           |
| 4                  | Miroslav Úradník      | Slovaquie   | 41 min 38 s     | PB       |           |
| 5                  | Manuel Bermúdez       | Espagne     | 41 min 49 s     | PB       | >         |
| 6                  | Vasiliy Mizinov       | Russie      | 41 min 57 s     | ~        |           |
| 7                  | Karl Junghannß        | Allemagne   | 42 min 07 s     | PB       | ~~        |
| 8                  | Bence Venyercsán      | Hongrie     | 42 min 07 s     | PB       |           |
| 9                  | Thibaut Hypolite      | France      | 42 min 10 s     | PB       | ~~        |
| 10                 | Nathaniel Seiler      | Allemagne   | 42 min 12 s     | PB       |           |
| 11                 | Gregorio Angelini     | Italie      | 42 min 42 s     | PB       |           |
| 12                 | Callum Wilkinson      | Royaume-Uni | 42 min 49 s     | PB       | ~~        |
| 13                 | Axel Mutter           | France      | 42 min 54 s     | PB       |           |
| 14                 | Aleksey Shevchuk      | Russie      | 43 min 15 s     |          |           |
| 15                 | Anatoli Homeleu       | Biélorussie | 43 min 17 s     | PB       |           |
| 16                 | Gianluca Picchiottino | Italie      | 43 min 26 s     | PB       |           |
| 17                 | Guy Thomas            | Royaume-Uni | 43 min 40 s     | PB       | >         |
| 18                 | Eduard Zabuzhenko     | Ukraine     | 43 min 41 s     | PB       |           |
| 19                 | Fredrik Vaeng Røtnes  | Norvège     | 43 min 41 s     | PB       |           |
| 20                 | Miguel Rodrigues      | Portugal    | 43 min 47 s     | PB       |           |
| 21                 | Muratcan Karapınar    | Turquie     | 43 min 57 s     |          |           |
| 22                 | Oleksandr Zholob      | Ukraine     | 43 min 58 s     | PB       |           |
| 23                 | Andrei Gafita         | Roumanie    | 43 min 59 s     | PB       |           |
| 24                 | Salih Korkmaz         | Turquie     | 44 min 08 s     | PB       |           |
| 25                 | Mustafa Özbek         | Turquie     | 44 min 18 s     |          |           |
| 26                 | Kacper Kosecki        | Pologne     | 44 min 27 s     | PB       |           |
| 27                 | Arturs Makars         | Lettonie    | 44 min 45 s     | SB       | ~         |
| 28                 | Michal Morvay         | Slovaquie   | 44 min 55 s     | >        |           |
| 29                 | Tomas Pagirys         | Lituanie    | 44 min 58 s     |          |           |
| 30                 | Andriy Vodvud         | Ukraine     | 45 min 01 s     | SB       |           |
| 31                 | Dzmitry Lukyanchuk    | Biélorussie | 45 min 04 s     |          |           |
| 32                 | Pedro Amaral          | Portugal    | 45 min 07 s     | PB       |           |
| 33                 | Helder Santos         | Portugal    | 45 min 15 s     | PB       |           |
| 34                 | Stefano Chiesa        | Italie      | 45 min 53 s     | >>       |           |
| 35                 | Dominik Cerný         | Slovaquie   | 46 min 33 s     |          |           |
| 36                 | Tomas Gdula           | Tchéquie    | 46 min 59 s     | SB       | ~         |
| 37                 | Igor Jakovlev         | Estonie     | 53 min 42 s     |          |           |
| 38                 | Kirill Titov          | Estonie     | 1 h 01 min 59 s |          |           |
| 39                 | Heiner Terp           | Allemagne   | DNF             | ~        |           |
| 40                 | Cameron Corbishley    | Royaume-Uni | DQ              | R 230.6a | ~~~       |
| 41                 | Maksim Krasnov        | Russie      | DQ              | R 230.6a | ~~~       |
| 42                 | Mateusz Nowak         | Pologne     | DQ              | R 230.6a | ~~>       |
| 43                 | Zaharías Tsamoudákis  | Grèce       | DQ              | R 230.6a | ~~~       |

~ Perte de contact
> Genou fléchi
| Diego García      | 1   |
| Pablo Oliva       | 3   |
| (Manuel Bermúdez) | (5) |

| Jean Blancheteau | 2    |
| Thibaut Hypolite | 9    |
| (Axel Mutter)    | (13) |

| Karl Junghannß   | 7  |
| Nathaniel Seiler | 10 |

| Vasiliy Mizinov  | 6  |
| Aleksey Shevchuk | 14 |

| Gregorio Angelini     | 11   |
| Gianluca Picchiottino | 16   |
| (Stefano Chiesa)      | (34) |

| Callum Wilkinson | 12 |
| Guy Thomas       | 17 |

| Miroslav Úradník | 4    |
| Michal Morvay    | 28   |
| (Dominik Cerný)  | (35) |

| Eduard Zabuzhenko | 18   |
| Oleksandr Zholob  | 22   |
| (Andriy Vodvud)   | (30) |

| Muratcan Karapınar | 21   |
| Salih Korkmaz      | 24   |
| (Mustafa Özbek)    | (25) |

| Anatoli Homeleu    | 15 |
| Dzmitry Lukyanchuk | 31 |

| Miguel Rodrigues | 20   |
| Pedro Amaral     | 32   |
| (Helder Santos)  | (33) |

| Igor Jakovlev | 37 |
| Kirill Titov  | 38 |

- Note: le score des Athlètes, entre parenthèses, n'entre pas dans le résultat de l'équipe.

### 20kmFemmes
| Class.             | Athlète                    | Pays        | Temps           | Notes    | Red cards |
| ------------------ | -------------------------- | ----------- | --------------- | -------- | --------- |
| Médaille d'or      | Elmira Alembekova          | Russie      | 1 h 26 min 15 s | CR       | >         |
| Médaille d'argent  | Eleonora Giorgi            | Italie      | 1 h 26 min 17 s | PB       | ~~        |
| Médaille de bronze | Svetlana Vasilyeva         | Russie      | 1 h 26 min 31 s |          |           |
| 4                  | Anežka Drahotová           | Tchéquie    | 1 h 26 min 53 s | PB       |           |
| 5                  | Marina Pandakova           | Russie      | 1 h 26 min 58 s | ~        |           |
| 6                  | Vera Sokolova              | Russie      | 1 h 27 min 08 s | ~~       |           |
| 7                  | Lyudmyla Olyanovska        | Ukraine     | 1 h 27 min 09 s | PB       |           |
| 8                  | Elisa Rigaudo              | Italie      | 1 h 28 min 01 s | SB       | >         |
| 9                  | Ana Cabecinha              | Portugal    | 1 h 28 min 28 s | SB       |           |
| 10                 | Laura García-Caro          | Espagne     | 1 h 29 min 32 s | PB       | ~         |
| 11                 | Raquel González            | Espagne     | 1 h 29 min 34 s | SB       |           |
| 12                 | Neringa Aidietytė          | Lituanie    | 1 h 30 min 20 s | SB       | >         |
| 13                 | Vera Santos                | Portugal    | 1 h 30 min 30 s |          |           |
| 14                 | Brigita Virbalytė-Dimšienė | Lituanie    | 1 h 30 min 37 s | PB       |           |
| 15                 | Nadiya Borovska            | Ukraine     | 1 h 30 min 38 s | SB       | ~         |
| 16                 | Inês Henriques             | Portugal    | 1 h 30 min 44 s | ~~       |           |
| 17                 | Inna Kashyna               | Ukraine     | 1 h 30 min 52 s | SB       |           |
| 18                 | María José Poves           | Espagne     | 1 h 31 min 16 s | SB       |           |
| 19                 | Susana Feitor              | Portugal    | 1 h 31 min 58 s |          |           |
| 20                 | Valentina Trapletti        | Italie      | 1 h 32 min 08 s | PB       |           |
| 21                 | Émilie Menuet              | France      | 1 h 32 min 20 s | PB       | ~         |
| 22                 | Paulina Buziak             | Pologne     | 1 h 33 min 42 s | >        |           |
| 23                 | Agnieszka Szwarnóg         | Pologne     | 1 h 33 min 49 s |          |           |
| 24                 | Olena Shumkina             | Ukraine     | 1 h 33 min 55 s | SB       |           |
| 25                 | Daryia Balkunets           | Biélorussie | 1 h 34 min 23 s |          |           |
| 26                 | Claudia Ștef               | Roumanie    | 1 h 34 min 31 s | SB       |           |
| 27                 | Lucie Pelantová            | Tchéquie    | 1 h 34 min 46 s | SB       |           |
| 28                 | Antigóni Drisbióti         | Grèce       | 1 h 35 min 00 s |          |           |
| 29                 | Corinne Baudoin            | France      | 1 h 36 min 08 s | PB       |           |
| 30                 | Andreea Arsine             | Roumanie    | 1 h 36 min 11 s | PB       |           |
| 31                 | Mária Czaková              | Slovaquie   | 1 h 36 min 42 s |          |           |
| 32                 | Agnese Pastare             | Lettonie    | 1 h 37 min 00 s | SB       | >         |
| 33                 | Laura Polli                | Suisse      | 1 h 38 min 40 s |          |           |
| 34                 | Inès Pastorino             | France      | 1 h 39 min 33 s |          |           |
| 35                 | Federica Ferraro           | Italie      | 1 h 39 min 54 s | >        |           |
| 36                 | Monika Horňáková           | Slovaquie   | 1 h 43 min 33 s |          |           |
| 37                 | Violaine Averous           | France      | 1 h 44 min 04 s |          |           |
| 38                 | Jo Atkinson                | Royaume-Uni | 1 h 44 min 28 s | ~>       |           |
| 39                 | Alexandra Aichimoaei       | Roumanie    | 1 h 50 min 27 s |          |           |
| 40                 | Radosveta Simeonova        | Bulgarie    | DNF             | >>       |           |
| 41                 | Mária Gáliková             | Slovaquie   | DNF             |          |           |
| 42                 | Agnieszka Dygacz           | Pologne     | DNF             |          |           |
| 43                 | Mari Olsson                | Suède       | DNF             |          |           |
| 44                 | Kristina Saltanovič        | Lituanie    | DNF             |          |           |
| 45                 | Julia Takács               | Espagne     | DQ              | R 230.6a | ~~~       |

~ Perte de contact
> Genou fléchi
| Elmira Alembekova  | 1   |
| Svetlana Vasilyeva | 3   |
| Marina Pandakova   | 5   |
| (Vera Sokolova)    | (6) |

| Eleonora Giorgi     | 2    |
| Elisa Rigaudo       | 8    |
| Valentina Trapletti | 20   |
| (Federica Ferraro)  | (35) |

| Ana Cabecinha   | 9    |
| Vera Santos     | 13   |
| Inês Henriques  | 16   |
| (Susana Feitor) | (19) |

| Lyudmyla Olyanovska | 7    |
| Nadiya Borovska     | 15   |
| Inna Kashyna        | 17   |
| (Olena Shumkina)    | (24) |

| Laura García-Caro | 10 |
| Raquel González   | 11 |
| María José Poves  | 18 |

| Émilie Menuet      | 21   |
| Corinne Baudoin    | 29   |
| Inès Pastorino     | 34   |
| (Violaine Averous) | (37) |

| Claudia Ștef         | 26 |
| Andreea Arsine       | 30 |
| Alexandra Aichimoaei | 39 |

- Note: le score des Athlètes, entre parenthèses, n'entre pas dans le résultat de l'équipe.

### 10kmFemmes Juniors (U20)
| Class.             | Athlète                 | Pays        | Temps           | Notes    | Red cards |
| ------------------ | ----------------------- | ----------- | --------------- | -------- | --------- |
| Médaille d'or      | Klavdiya Afanasyeva     | Russie      | 45 min 55 s     |          |           |
| Médaille d'argent  | Mariya Losinova         | Russie      | 46 min 11 s     |          |           |
| Médaille de bronze | Mária Pérez             | Espagne     | 47 min 08 s     | SB       | ~         |
| 4                  | Noemi Stella            | Italie      | 47 min 19 s     |          |           |
| 5                  | Katarzyna Zdzieblo      | Pologne     | 47 min 52 s     |          |           |
| 6                  | Lidia Sánchez-Puebla    | Espagne     | 48 min 01 s     |          |           |
| 7                  | Živilė Vaiciukevičiūtė  | Lituanie    | 48 min 20 s     | ~~       |           |
| 8                  | Eleonora Dominici       | Italie      | 48 min 46 s     |          |           |
| 9                  | Monika Vaiciukevičiūtė  | Lituanie    | 49 min 10 s     | SB       |           |
| 10                 | Irene Vazquez           | Espagne     | 49 min 14 s     |          |           |
| 11                 | Anastasiya Rarouskaya   | Biélorussie | 49 min 29 s     |          |           |
| 12                 | Hanna Suslyk            | Ukraine     | 49 min 49 s     | ~        |           |
| 13                 | Angelika Augustyn       | Pologne     | 49 min 53 s     | PB       |           |
| 14                 | Edna Barros             | Portugal    | 49 min 58 s     |          |           |
| 15                 | Catarina Marques        | Portugal    | 50 min 01 s     | PB       |           |
| 16                 | Giada Francesca Ciabini | Italie      | 50 min 38 s     | PB       |           |
| 17                 | Emilia Lehmeyer         | Allemagne   | 51 min 01 s     |          |           |
| 18                 | Carmen Bianca Molnar    | Roumanie    | 52 min 00 s     | >        |           |
| 19                 | Yuliya Balkouskaya      | Biélorussie | 52 min 19 s     |          |           |
| 20                 | Axelle Ham              | France      | 52 min 20 s     |          |           |
| 21                 | Henrika Parviainen      | Finlande    | 52 min 42 s     |          |           |
| 22                 | Annika Brembach         | Allemagne   | 52 min 45 s     |          |           |
| 23                 | Ivanna Danylyuk         | Ukraine     | 53 min 16 s     |          |           |
| 24                 | Emma Achurch            | Royaume-Uni | 53 min 35 s     | >>       |           |
| 25                 | Teresa Zurek            | Allemagne   | 53 min 47 s     |          |           |
| 26                 | Kseniya Byelova         | Ukraine     | 55 min 17 s     | >        |           |
| 27                 | Margarita Kozlova       | Estonie     | 1 h 08 min 16 s |          |           |
| 28                 | Tereza Korvasová        | Tchéquie    | DNF             | >        |           |
| 29                 | Lika Mitrofanova        | Estonie     | DNF             | >        |           |
| 30                 | Rita Récsei             | Hongrie     | DQ              | R 230.6a | ~~~       |
| 31                 | Olga Shargina           | Russie      | DQ              | R 230.6a | ~>>       |
| 32                 | Lena Ungerböck          | Autriche    | DQ              | R 230.6a | >>>       |

~ Perte de contact
> Genou fléchi
| Klavdiya Afanasyeva | 1 |
| Mariya Losinova     | 2 |

| Mária Pérez          | 3    |
| Lidia Sánchez-Puebla | 6    |
| (Irene Vazquez)      | (10) |

| Noemi Stella              | 4    |
| Eleonora Dominici         | 8    |
| (Giada Francesca Ciabini) | (16) |

| Živilė Vaiciukevičiūtė | 7 |
| Monika Vaiciukevičiūtė | 9 |

| Katarzyna Zdzieblo | 5  |
| Angelika Augustyn  | 13 |

| Edna Barros      | 14 |
| Catarina Marques | 15 |

| Anastasiya Rarouskaya | 11 |
| Yuliya Balkouskaya    | 19 |

| Hanna Suslyk      | 12   |
| Ivanna Danylyuk   | 23   |
| (Kseniya Byelova) | (26) |

| Emilia Lehmeyer | 17   |
| Annika Brembach | 22   |
| (Teresa Zurek)  | (25) |

- Note: le score des Athlètes, entre parenthèses, n'entre pas dans le résultat de l'équipe.